# Endlich Zuhause!
Endlich Zuhause! ist eine deutsche Doku-Soap, die zwischen 2011 und 2012 produziert wurde.

## Konzept
In der Sendung werden Menschen begleitet, die sich auf der Suche nach einem eigenen und schönen Zuhause befinden und dafür einige Hürden in Kauf nehmen.

## Produktion und Veröffentlichung
Die Fernsehsendung wurde zwischen 2011 und 2012 in Deutschland produziert. Dabei sind 52 Folgen entstanden.
Die Erstausstrahlung fand am 26. Juni 2011 auf VOX statt. Weitere Ausstrahlungen erfolgten ebenfalls auf Super RTL.